# 粵謳
粵謳是廣東珠三角地区曲藝說唱之一。歌詞是半文言半白話文體，以七字句為主，四句为一节，句中多有衬字，格律要求押韵，若有一字一词拗口，便无法成讴，但平仄要求較詩詞寬鬆，有時更會加入地方色彩的俚語，雅俗共融。

## 特點
字數不限，如《解心事》第1首有120字，第2首有137字。冼玉清教授認為粵謳特點在於音乐性强，能唸能唱，有一定程式卻又不至於呆板，用典不受拘泥，文词易懂易唱，多用象征的比喻，抒情味重。形式上，粤讴雖然以七字句為主，但亦雜有三字、五字句，唱起来也如行云流水，平滑流畅。粵謳歌者往往透過掌握上下句的句法，就能別出心裁，唱得婉轉而動聽。唱詞近似南音，以揚琴、洞簫及椰胡伴奏，七字句分两頓，两頓中間用两小節作過場音樂，行腔纤細，尾音亦可加「哩」字作拉腔收尾音，尤多見於單句之粵謳。
粵謳可清唱，亦可加上伴奏。一般前唱先奏引子，唱完一节奏过门。以四句为节，每节中间有“过序”，全歌唱完奏煞板。

## 歷史

### 起源
粤讴的起源有多种说法。中山大学教授梁守中認為粵謳是教授清嘉庆年间的番禺名士冯询和南海人招子庸，在民间音乐基础上发展而来，而《羊城今古》副主编陈锦鸿则認為早於西漢時期粵謳已出現，明代廣東順德籍學者歐大任編撰的《百越先贤传》記載西汉时期有南海人张买“鼓掉為越粤讴”。但真正令粤讴流传开来的人，则是清代中葉的招子庸。清嘉慶年間馮詢在木魚歌、南音、龍舟的基礎上結合起源於珠江一帶的蜑家歌和鹹水歌，變調合成創出來的新曲式，但其作品沒有出版刊印，後出任官職後將其銷毀，所以沒有流傳下來。其後南海招子庸再把它發揚，編成專書《粵謳》。這時的粵謳內容多為女子自傷的詠嘆，旋律沉郁悲凉，曲词大多抒写男女爱情和妓女的不幸遭遇。最初的粤讴是无伴奏的清唱形式，后来多以琵琶、扬琴、洞箫等伴奏。

### 發展
在馮詢、招子庸等人之後一百多年间，不少文人墨客加入创作粤讴，其题材内容上也不限於描述愛情或女子自傷，出現了政治相關、针砭时事的內容。百姓也觉得粵謳通俗易懂，好听好唱，因此廣受歡迎，唱粤讴和听粤讴都成为风行一时的社会风俗。
在鸦片战争前后，粤讴亦成为抗英宣傳，如《颠地鬼》、《义律鬼》与《颂林制军》將鴉片戰爭中的英軍將領義律和顛地貶稱為「鬼」，並大加歌颂主張抗英的林则徐，将他比之岳飞。這種風氣延續至辛亥革命前后，岭南革命党人以“粤讴”宣傳、鼓吹革命，在书报上刊登革命內容的粤讴作品，矛头直指清朝政府，如《舒眼泪》、《黄花影》等。這段時期的粵謳作者有廖恩焘、郑贯公和黄鲁逸等，其中黄鲁逸的作品反映现实，思想内容進步，且创作量较大、影响面较广，故有“粤讴王”之称。
1904年，廖恩焘曾寫作一首題為《鸦片烟》的粵謳，描寫鸦片烟對個人健康的影響，以及當時因鸦片烟而導致的各種社會問題:

你好食唔食，要食鸦片烟。问你近来上瘾，抑或从前。我想一盏红灯，不过系无聊慨消谴；揾个知心嚟倾吓偈，最舒服系一榻横眠。烟具打整得咁精良，无非为应酬起见；果然唔系哙上瘾，我都由得你食一口添。点估你越食越多，你自己唔噲检点；食到口唇黑过火炭，又试两耸寒肩。想你茶饭三餐，食唔食都无乜要紧；总要过江龙几口，日日至少要一两八钱。你近来瘦骨如柴，都系自己作贱；好人唔愿做，偏要做个烟精。日出三竿，你曾唔曾转便；捱埋个的夜，敢就搅到五更天。问你系自己拶衰，还系闹款；就系靓溜后生一个，弄到冤鬼咁痴缠。人怕唔系得罪你一声，都叫你系鸦片鬼；就系恭维你两句，不过当你系烟仙。咁好大厦高楼，你住都唔得干净；纵有娇妻美妾，怕你都共佢无缘。你瘾起番黎，就系美味珍馐，都唔食得一件；打完几个喊啰，就要口角流涎。只恨当初林则徐，唔系把个的烟来烧尽；呢阵通行十八省，重要抽到土税膏捐。上至富贵人家，下至轿夫同着更练；官场幕友，房科差役与共门签。武营又有将官和哨弁山，唔搓烟屎，都要吞几粒烟丸。虽则撬起烟枪，都唔计得数掂；但系拈来当炮，怕唔敌得人地慨铁甲兵船。睇吓咁黑暗一个支那，怕乜你有烟点；问你一灯如豆，点照得遍世界三千。老番叫做阿芙蓉，开得时娇艳；你好似玄坛咁慨面，重怕系火坑莲。唉！听我劝，戒得几多就几多正算，你唔听见人地话，心坚石都会穿。《新小说》第九号，1904年8月6日

冼玉清认为這段時期的粵謳是以生动活泼的语言，浅显形象的比喻，跌宕悠扬的声调，表达、反映了當時的現實生活和鬥爭，成為時代的史詩。。至省港大罢工期间，“粤讴”也作為戰鬥宣傳之用。然而，仍有不少粵謳內容以離情傷感為題材，所以行腔幽怨，節奏慢。
後來粵曲伶人梁以忠創出粵謳新腔，稱為「解心腔」，并传授给小明星、张玉京等。小明星在《悼鵑紅》一曲中改以一板三叮融入，造出新的粵謳唱腔。至1950年代，香港電台有「解心粵曲」節目，播於粵謳。後來懂得唱粵謳的師娘、女伶相繼淡出，粵謳從此式微。但一些粵謳唱腔融入粵劇，多用作敍述。

## 演唱者
最初是由珠江花舫、妓院中老舉（妓女）唱詠的情歌，後為岸上瞽姬等人的歌唱。瞽姬尊稱「師娘」，為失明的歌女，出名的有二妹師娘、英華師娘、李銀嬌師娘等，亦有少數瞽師唱詠時候以琵琶、揚琴伴奏。二妹師娘首創「解心腔」，英華師娘以古腔唱粵嫗聞名，而李銀嬌師娘就留有《桃花扇》一曲錄音傳世。後來健全的女伶如小明星等也有演唱粵謳。
作曲家陳卓瑩指，當時失明藝人有所分工，男性（瞽師）只唱揚州腔南音不唱粵謳，女性（瞽姬）則相反。

## 歌集
清招子庸收錄這類歌曲，在道光元年（1821年）輯成《粵謳》，於是這些歌亦被稱為粵謳；粵越同音，所以又叫越謳。《粵謳》內的歌曲共分97題，121首。

### 曲目
- 《解心事》，招子庸作品，有兩首：

（一）
「心各有事，總要解脫為先。心事唔安，解得就了然。苦海茫茫多數是命蹇，但向苦中尋樂便是神仙。若係愁苦到不堪，真係惡算，總好過官門地獄更重哀憐。退一步海闊天空就唔使自怨，心能自解，真正係樂境無邊。若係解到唔解得通就講過陰隙過便。唉，凡事檢點，積善心唔險，你睇遠報在來生，近報在目前。」

（二）
「心事惡解，都要解到佢分明。解字看得圓通，萬事都盡輕。心事千條就有一千樣病症。總係心中煩極講不得過人聽。大抵痴字入得症深都係情字染病。唔除痴字就係妙藥都唔靈。花柳場中最易迷卻本性，溫柔鄉裡總要自出奇兵。悟破色空方正是樂培，長迷花柳就會墜落愁城。唉，須要自醒，世間無定是楊花性，總係邊一便風來就向一便有情。」
- 《揀心》，招子庸作品

「世間難搵一條心，得你一條心事我死亦要追尋。一面試佢真心，一面防到佢噤，試到果實真情正好共佢酌斟。噤噤吓噤到我哋心虛，個個都防到薄幸。就係佢真心來待我，我都要試過兩三勻。我想人客萬千，真嘅都冇一分，嗰啲真情撒散，重慘過大海撈針。況且你會搵真心人亦都會搵，真心人客，你話夠幾個人分。細想緣份各自相投，唔到你着緊。安一吓本分，各有來由你都切勿羨人。」
- 《唔好死》
- 《聽春鶯》
- 《弔秋喜》

- 《桃花扇》，招子庸作品

「桃花扇，寫首斷腸詞，寫到情深扇都會慘悽。命冇薄得過桃花，情冇薄得過紙。紙上桃花，薄更可知。君呀，你既寫花容，先要曉得花的意思。青春難得，莫誤花時。我想絕世風流都冇乜好持。秋風團扇，怨在深閏。寫出萬葉千花，都為情一個字。唔係你睇侯公子李香君，唔係情重，點得遇合佳期。」
- 《心心點忿》

- 《唔係乜靚》

「你唔係乜靚啫，做乜一見我就心傷。想必你未出世就整定銷魂今世惹我斷腸。你係前世種落呢根苗，今世正有花粉孽賬。故此我拚死去尋花，正碰着你呢朶異香。紅粉見盡萬千，唔似得你咁樣。相逢過一面，番去至少有十日思量。捨得死咯敢話死去會番生，我又同你死賬。難為我真正死咯，嗰陣你話冇乜相干，呢會俾個天上跌個落嚟，我亦唔敢去亂想。真真要見諒，莫話粒聲唔出就掉轉心腸。」
- 《乜得咁廋》，招子庸作品

「乜得你咁瘦，實在可人憐。想必你為着多情惹恨牽。見你弱不勝衣，容貌漸變。勸你把風流兩個字睇破吓，切勿咁綣纏。相思最會把精神損。你睇癡蝶在花房，夢得咁倒顛。就係恩愛到十分亦唔好咁綣戀。須要打算，莫話只顧風流唔怕命短，問你一身能結得幾個人緣。」
- 《真正惡做》，招子庸作品

「真正惡做，嬌呀你曉得我苦心無。日夜共你癡埋重慘過利刀。近日見你熟客推完，新客又不到。兩頭唔到岸，好似水共油撈。早知道唔共你住得埋，不若唔相與重好。免使掛腸掛肚，日夕咁心操。勸你的起心肝尋番過好佬，共你還通錢債，免使到處受上期租。河底下雖則係繁華，你見邊一個長好到老。究竟清茶淡飯都係揀過上岸至為高。況且近日火燭咁多，寮口又咁惡做，河廳差役終日係咁嗌嘈嘈。唔信你睇各間寮口部，總係見賒唔見結，白白把手皮撈。就俾你有幾個女都養齊，好似話錢債易做，恐怕一時唔就手就墮落酆都。雖則鴇母近日亦算有幾家係時運好，贖身成幾十個女，重有幾十個未開鋪。想到結局收場未必真係可保。況且百中無一個的境遇實在難遭。你最好撥埋心水揾着地步，唔怕冇路，回頭須及早，好過露面抛頭在水上蒲。」
- 《生得咁俏》，招子庸作品

「我生得咁俏，怕冇鮮魚來上我釣。今朝挈在手，重係咁尾搖搖。呢回釣竿收起都唔要，縱不是魚水和諧都係命裡所招。我想大海茫茫魚亦不少，（你班衰佬）休要亂跳，鐵網都來了，總係一時唔上我釣啫，我就任你海上逍遙。」
- 《結絲蘿》

「清水燈心煲白果，果然清白怕乜你心多。白紙共薄荷包俾過我，薄情如紙你話奈乜誰何。圓眼沙梨包幾個，眼底共你離開暫且放疏。絲綫共花針，你話點穿得眼過。真正係錯，總要同針合綫正結得絲蘿。」
- 《難忍淚》，招子庸作品

「難忍淚，灑濕蓮枝。記得與君聯句在曲欄時。你睇粉牆尚有郎君字，就係共你倚欄相和那首藕花詩。今日花又復開，做乜人隔兩地。未曉你路途安否，總冇信歸期。蓮筆叫我點書呢段長恨句。愁懷寫不盡好似未斷荷絲。今日遺恨在呢處曲欄提起往事。唉，想起就氣。睇住殘荷凋謝咯，我就想到世事難為。」
- 《點算好》

（一）
「點算好？共你相交又怕唔得到老，真情雖有，可惜實事全無。今世共你結下呢段姻緣待等來世正做，你為和尚我做齋姑。唔信你睇紅樓夢上有段鴛鴦譜，嗰個寶玉共佢無緣，所以黛玉得咁孤。佢臨死哭叫四個字，一聲唉，寶玉你好。真正無路可訴，離恨天難補。罷咯不若共你淡交如水，免至話我係薄情奴。」

（二）
「點算好，君呀你家貧親又老，八千條路咁就冇一點功勞。虧我流落呢處天涯，家信又不到。君歸南嶺，我苦住京都。長劍雖則有靈，今日未吐。新篁落籜，或者有日插天高。孫山名落朱顏槁。綠柳撩人重慘過利刀。金盡床頭清酒懶做。無物可報，珠淚穿成素。君呀，你去歸條路，替我帶得到家無。」
- 《除卻了阿九》，葉茗生作品

「除卻了阿九，重有邊一個及得佢咁銷魂。任得你靚到鬼火咁淒涼，都要讓佢幾分。呢佢兩頰桃花，不用搽脂盪粉。石榴裙下，佈滿不二之臣。講到佢抱起琵琶，就越發唔洗問。唱到關王廟相會，佢重句句咁傾心。銷魂一曲，的是非凡品。鶯喉婉轉，真係蕩人魂。知否月不常圓花易落。紅燈夜夜，應該要早覓知心。妹呀，快活風流非長幸。你遇到個真情者，你就要格外留神。淨係替箇養母發財，非你本份。我勸你求籤拜佛，應該問番紙自身，因為年紀係會漸高，容貌會漸退，從前恩客會變作陌路之人。妹呢，你性本係咁聰明，你平日係咁謹慎，又知否黃金難買過去左既光陰，所謂樹高千丈又何須問，人無歸結，好極都係閒聞。面對個世界，你慢慢想真，喉就會噎哽。酒壺拈起，眼淚粘喉吞。總之唔得到上街呢，千日都係無倚憑。試問從良箇兩個字呀，妹呀，你想透唔曾。你知否多少痴男，為你賤視封侯印，知否情到深時會恨更深，總之花債未完都非福份，休再混，望你脫離苦海，好過我步上青雲。」
- 《別意》，收於招子庸《粵謳》

「想必緣分已盡，花債都還齊。債還緣盡，故此惹出別慘離悽。唉，我兩個係咁情痴，點估話情不到底，想起從前箇種風月哩，好似夢斷魂迷。記得起首共你相交，你妹年紀尚細，箇陣傾談心事，怕聽海上鳴雞。只望相與日子咁長，你亦會同妹設計。點想你夫妻情重，不肯帶賤妾回歸，累得我斷梗又好似飄蓬，無所倚繫。想到話飄流無定咯，只著要搵的挨依。今日人地話我薄情，唔係都似係。再不估同群咁多姊妹，無個知我心上咁難為。我近日面上桃花，只係憑眼淚洗。唉，君呀，你唔好為我屓屭，知道拗硬箇副心腸唔多願，所以你自從聽見話我要去咯，此後你總不開嚟。」
- 《問阿桂》

## 翻譯
後來成為港督的金文泰早年在擔任新界土地登記官時，把粵謳翻譯成英文，彙編成《Cantonese Love Songs》（意為「粵語情歌」），其中文封面書有「粵謳」，1904年出版，是粵謳最早的英譯本。1992年Peter Thomas Morris出版英譯本，仍名為《Cantonese Love Songs》，封面亦寫有中文「粵謳」。

## 相關著作
- 《粵謳》，招子庸輯
- 《再粵謳》（1901年），香迷子輯
- 《新粵謳解心》，珠海夢餘生（廖鳳舒）著[14]
- 《魯逸遺著》，黃魯逸著
- 魯金（1994年），《粵曲歌壇話滄桑》，三聯書店（香港）有限公司，ISBN 962-04-1173-0
- 黎鍵（2007年），《粵調．樂與曲》，懿津出版企劃公司 ISBN 9789628748228
- 冼玉清《招子庸研究》
- 冼玉清《粵謳與晚清政治》
- 許復琴《招子庸與珠江粤謳》
- 薛汕《書曲散論‧粤謳》
- 蔡衍棻《粤謳》
- 區文鳳《木魚、龍舟、粤謳、南音等廣東民歌被吸收入粤劇音樂的歷史研究》
- 陳志清《南音粤謳的詞律曲韵》
- 陳潞《謳聖與香港的關係》
- 波多野太郎《木魚·龍舟·南音·粤謳》
- 梁培熾《南音與粤謳之硏究》
- 招勉之《關於粤謳及其作者的尾巴》

## 外部連結
- 冼玉清先生對粵謳的研究 （页面存档备份，存于）
- 龔伯洪，廣府文化的奇葩﹣﹣粵謳
- 校本正粵謳 招子庸 第七甫五桂堂藏板[永久]